# 명성 (버스 기업)
주식회사 명성(株式會社 明成)은 대한민국 경기도 고양시의 시내버스 운송 업체로 본사는 대한민국 경기도 고양시 일산서구 대화로 97에 있다.

## 연혁
- 1977년 7월 1일: 명성운수 주식회사 법인 설립
- 2006년 5월 1일: 선진네트웍스 인수 문제로 파업 및 전 노선 운행 중단
- 2006년 5월 12일: 파업으로 인해 중단된 전 노선 운행 재개
- 2016년 3월 28일: 능곡 - 행신초교 - 서울역 구간을 운행하는 M7129번 신설
- 2020년 11월 1일 : 운정신도시 - 공덕역 구간을 운행하는 경기도 공공버스(직행좌석) 3400번 신설
- 2022년 5월 23일 : 대화동 - 현대백화점 구간을 운행하는 도시형버스 75번 신설
- 2023년 2월 15일 : 명성운수 주식회사에서 주식회사 명성으로 사명변경
- 2023년 9월 2일 : 가온누리엠 주식회사의 M7646번 노선 양수

## 현황
2021년 1월 기준이다.
| 운행업체          | 보유 노선수 | 보유 노선수 | 보유 노선수 | 보유 노선수 | 보유 노선수 | 등록 대수 | 등록 대수 | 등록 대수 | 등록 대수 | 등록 대수 |
| ----------------- | ----------- | ----------- | ----------- | ----------- | ----------- | --------- | --------- | --------- | --------- | --------- |
| 운행업체          | 노선 합계   | 광역급행    | 직행좌석    | 일반좌석    | 시내일반    | 대수 합계 | 광역급행  | 직행좌석  | 일반좌석  | 시내일반  |
| 명성운수 (고양시) | 20          | 2           | 10          | 5           | 6           | 273       | 7         | 183       | 24        | 62        |
| 명성운수 (파주시) | 1           | -           | 1           | -           | -           | 12        | -         | 12        | -         | -         |

## 운행 노선

### 도시형버스
- ● 11번 (성석동영업소): 성석동 ↔ 중산마을 ↔ 일산역 ↔ 신촌/문촌초등학교 ↔ 주엽역 ↔ 정발산역 ↔ 마두역 ↔ 백마역 ↔ 풍3동 ↔ 원당중학교 ↔ 고양시청 ↔ 원당지구 ↔ 고양어울림누리 ↔ 덕양구청 ↔ 화정역 ↔ 근린공원 ↔ 롯데마트 고양점 ↔ 샘터마을 ↔ 행신역(구 1번, 장애인무임승차 불가)
- ● 65번 (연다산동영업소): 교하차고지 ↔ 운정신도시 ↔ 동패동 ↔ 대화역 ↔ 마두역 ↔ 대곡역 ↔ 한국항공대역 ↔ 덕은동 ↔ 디지털미디어시티역 ↔ 가좌역 ↔ 연세대 ↔ 현대백화점 신촌점 (구 75번. 2025년 1월 13일 노선신설)
- ● 66번 (연다산동영업소): 교하차고지 ↔ 운정신도시 ↔ 덕이동 ↔ 대화역 ↔ 주엽역 ↔ 정발산역 ↔ 마두역 ↔ 백석역 ↔ 백석동 ↔ 대곡역 ↔ 고양경찰서 ↔ 행신초등학교 ↔ 행신동 ↔ 소만마을 ↔ 서정마을 ↔ 화도교 ↔ 한국항공대역 ↔ 수색역 ↔ 디지털미디어시티역 (구 76-1번 일반좌석버스 단축, 장애인무임승차 불가)
- ● 67번 (연다산동영업소): 교하차고지 ↔ 운정중앙역 ↔ 경기인력개발원 ↔ 덕이동 ↔ 대화역 ↔ 주엽역 ↔ 정발산역 ↔ 마두역 ↔ 백석역 ↔ 백석동 ↔ 대곡역 ↔ 고양경찰서 ↔ 화정역 (2024년 1월 13일부로 노선연장)
- ● 82번 (내유동영업소): 내유동 ↔ 내유초등학교 ↔ 관산동 ↔ 원릉역 ↔ 고양시청 ↔ 덕양구청 ↔ 화정역 ↔ 가라뫼 ↔ 서정마을 ↔ 한국항공대역 ↔ 수색역 ↔ 디지털미디어시티역 ↔ 북가좌동 ↔ 가좌역 ↔ 지하 신촌역 (2019년 2월1일부로  시내버스으로 형간전환, 구 800번)
- ● 921번 (성석동영업소): 성석동차고지 ↔ 삼강천마을 ↔ 중산마을 ↔ 마두1동 ↔ 백석역 ↔ 대곡역 ↔ 서정마을입구 ↔ 자유로 ↔ 합정역 ↔ 홍대입구역 ↔ 동교동삼거리 ↔ 지하 신촌역 ↔ 이대역 ↔ 대흥역 ↔ 공덕역 (2025년 4월 1일부로 공공버스 및 시내버스으로 전환되고 성석동으로 연장)
- ● 999번 (본사): 고양공영차고지 - 킨텍스 - 주엽역 - 저동중고교 - 풍산역 - 고양가구3단지 - 고양국제고등학교 - 식사동 위시티 - 신원당마을입구 - 원당역 - 원흥역 - 신원중학교 (2019년 10월 28일 신설)

### 일반좌석버스
- ● 830번 (대화공영영업소): 고양공영차고지 ↔ 덕이지구 ↔ 일산가구단지 ↔ 탄현큰마을 ↔ 일산시장 ↔ 신일/문화/강선초교 ↔ 강선마을 ↔ 일산동구청 ↔ 마두역 ↔ 알미공원 ↔ 백석역 ↔ 당산역 ↔ 삼환아파트 ↔ 영등포시장역 ↔ 영등포역, 영등포소방서, 타임스퀘어 (구 83번)

### 직행좌석버스
- ● 1000번(본사) : 대화동 ↔ 대화마을 양우APT ↔ 송포지구대 ↔ 대화역 ↔ 문촌마을 ↔ 주엽역 ↔ 강선마을 ↔ 일산동구청 ↔ 마두역 ↔ 알미공원 ↔ 백석동 ↔ 고양경찰서 ↔ 행신초등학교 ↔ 행신동 ↔ 소만마을 ↔ 서정마을 ↔ 연세대학교정문 → 광화문 → 광화문빌딩 → 삼성프라자 → 숭례문(1999년 9월 10일 개통)
- ● 1082번(내유동영업소) : 내유동 ↔ 내유초등학교 ↔ 삼릉역 ↔ 원릉역 ↔ 고양시청 ↔ 고양어울림누리 ↔ 화정역 ↔ 롯데마트 화정점 ↔ 근린공원 ↔ 롯데마트 고양점 ↔ 행신초등학교 ↔ 햇빛마을23단지 ↔ 가라뫼 ↔ 무원고등학교 ↔ 행주산성 ↔ 자유로 ↔ 강변북로 ↔ (→ 성산대교 →/← 양화대교 ←) ↔ 당산역 ↔ 삼환1단지아파트 ↔ 영등포시장역 ↔ 영등포역 ↔ 영등포소방서 ↔ 타임스퀘어(舊.82번)(1990년대 중반에 82번 일반좌석버스로 신설됨. 2002년에 직행좌석버스로 전환됨. 2009년 3월 1일(일요일) 82번에서 1082번이 됨)
- ● 1100번(대화공영영업소) : 가좌마을 ↔ 대화역 ↔ 문촌마을 ↔ 주엽역 ↔ 강선마을 ↔ 일산동부경찰서 ↔ 일산동구청 ↔ 마두역 ↔ 알미공원 ↔ 백석동 ↔ 고양경찰서 ↔ 행신초등학교 ↔ 행신동 ↔ 소만마을 ↔ 서정마을 ↔ 디지털미디어시티역 ↔ 연세대학교정문 ↔ 광화문 ↔ 광화문빌딩 ↔ 삼성프라자 ↔ 숭례문(2011년 12월 1일(목요일)에 873번(가좌마을~영등포)을 870번으로 통합하고, 일산~숭례문 노선 증차를 위해서 1000번의 지선 형태로 개통)
- ● 1200번(탄현영업소) : 탄현동 ↔ 탄현큰마을 ↔ 산들마을 ↔ 밤가시마을 ↔ 국립암센터 ↔ 마두1동행정복지센터 ↔ 백송마을8단지선경코오롱아파트 ↔ 백송마을9단지두산아파트 ↔ 백석역 ↔ 고양종합터미널 ↔ 백석동 ↔ 고양경찰서 ↔ 행신초등학교 ↔ 행신동 ↔ 소만마을 ↔ 서정마을 ↔ 디지털미디어시티역 ↔ 연세대학교 ↔ 광화문 ↔ 광화문빌딩 ↔ 삼성프라자 ↔ 숭례문(2004년 4월 30일(금요일) 신설됨)
- ● 1500번(연다산동영업소) : 연다산동차고지 ↔ 운정신도시 ↔ 일산가구공단 ↔ 탄현역 ↔ 대화역 ↔ 문촌마을 ↔ 주엽역 ↔ 강선마을 ↔ 일산동구청 ↔ 정발산역 ↔ 마두역 ↔ 알미공원 ↔ 백석역 ↔ 일산IC ↔ 수도권제1순환고속도로 ↔ 자유로JC ↔ 자유로 ↔ 강변북로 ↔ (→ 성산대교 →/← 양화대교 ←) ↔ 당산역 ↔ 삼환아파트 ↔ 영등포시장역 ↔ 영등포역 ↔ 영등포소방서 ↔ 타임스퀘어(2011년 3월 23일(수요일) 830번에서 분리 신설됨)
- ● 1900번(대화공영영업소) : 고양공영차고지 ↔ 일산터미널 ↔ 일산복음병원 ↔ 안곡고등학교 ↔ 세원고등학교 ↔ 동국대병원4거리 ↔ 풍동지구 ↔ 풍3동 ↔ 고양시청 ↔ 고양어울림누리 ↔ 단독주택단지 ↔ 덕양구청 ↔ 화정역 ↔ 고양경찰서 ↔ 행신초등학교 ↔ 행신동 ↔ 소만마을 ↔ 서정마을 ↔ 한국항공대학교입구 ↔ 디지털미디어시티역 ↔ 연세대학교정문 ↔ 광화문 ↔ 광화문빌딩 ↔ 시청역 ↔ 숭례문(舊.1000-1번)(2006년 1000-1번을 과감히 버리고, 1900번 신설)
- ● 3400번 (성석동영업소) : 가람마을5단지 ↔ 가람마을3.4.6단지 ↔ 한길육교 ↔ 한빛마을5단지 ↔ 한빛마을1·2단지 ↔ 한울도서관 ↔ 운정라피아노 ↔ 산내마을10단지 ↔ 제2자유로 ↔ DMC첨단산업센터 ↔ 디지털미디어시티역 ↔ 동교동3거리 ↔ 신촌로터리 ↔ 현대백화점 신촌점 ↔ 대흥역 ↔ 공덕역(2020년 11월 1일(일요일) 개통됨)
- ● 3800번 (대화공영영업소) : 고양공영차고지 ↔ 주엽역 ↔ 일산동구청 ↔ 백석동, 요진와이시티 ↔ 대곡역 ↔ 화정역.롯데마트 ↔ 화정1동 ↔ 원흥역 ↔ 삼송역 ↔ 신원마을2.4단지 ↔ 수도권제1순환고속도로 (양주영업소 경유) ↔ 장암역.석림사입구 ↔ 장암주공5단지 ↔ 은하수아파트,신곡2동주민센터 ↔ 경기도청북부청사 (2024년 6월 1일부터 신설노선)
- ● 7101번 (하지석영업소): 팜스프링아파트 ↔ 금촌역 ↔ 장안아파트 ↔ 흰돌아파트 ↔ 후곡마을4단지 ↔ 금화초등학교 ↔ 가람마을3·4·6단지 ↔ 한빛마을 1·2단지 ↔ 산내마을10단지·한울마을1단지 ↔ 상암DMC홍보관.YTN ↔ 홍대입구역 ↔ 동교동3거리 ↔ 신촌오거리.현대백화점 ↔ 이대역 ↔ 서대문역사거리 ↔ 광화문 ↔ 종로1·2·3·5가 ↔ 혜화역.마로니에공원(2022년 6월 20일 개통)
- ● 9700번(대화공영영업소) : 대화역 ↔ 문촌마을 ↔ 주엽역 ↔ 강선마을 ↔ 정발산역 ↔ 마두역 ↔ 백석역 ↔ 백석동 ↔ 고양경찰서 ↔ 행신초등학교 ↔ 행신동 ↔ 서정마을입구 ↔ 북로JC ↔ 자유로 ↔ (→ 강변북로 → 한남대교 →/← 가양대교 ← 올림픽대로 ←) ↔ 신사역 ↔ 논현역 ↔ 신논현역 ↔ 강남역 ↔ 우성APT ↔ 뱅뱅4거리 ↔ 양재역(2002년 3월 23일(토요일) 광주시 소재 대원고속이 고양(화정) ↔ 강남역 ↔ 양재역 ↔ 장호원터미널을 운행하는 시외버스 9900번으로 개통됨. 2004년 2월 20일(금요일)에 시내버스(직행좌석버스)로 형간 전환하면서 강남역~이천 구간이 단축되고, 화정터미널 출발이 대화역 출발로 변경돼 일산신도시로 연장됨과 함께 고양시 소재 명성운수가 배차에 참여하게 됨)<이 노선은 광주시 소재 대원고속과 공동 배차 운행. 단 킨텍스까지의 구간은 광주시 소재 대원고속 차량만 운행>

### 국토교통부의 광역급행버스
- ● M7129번(본사) : 능곡역 ↔ 행신초등학교(중) ↔ 행신동(중) ↔ 소만마을(중) ↔ 서정마을(중) ↔ 연세대학교(중) ↔ 광화문역 ↔ 광화문빌딩 ↔서울역 ↔ YTN
- ● M7646번(대화공영영업소) : 송포초교 ↔ 킨텍스 ↔ 킨텍스꿈에그린이파트 ↔ 마두역 ↔ 자유로 ↔ 당산역 ↔ 영등포시장 ↔ 영등포소방서, 타임스퀘어 (2019년 12월 13일 신설, 2023년 9월 2일 가온누리엠으로부터 노선을 이관받음)
- ● M7731번(본사) : 덕이동하이파크시티 3.5단지 - 경남아너스빌 - 대화역 - 킨텍스 - 고양현대모터스튜디오 - 자유로 - 합정역 - 홍대입구역 - 이대역 - 서강대학교후문 - 공덕역 (2017년 3월 10일 신설, 2024년 10월 14일 가온누리엠으로부터 양수)

### 공항버스
원칙적으로는 직행좌석버스로 인가되었으나 인천국제공항이라는 특수 지역 방향 노선이라는 이유로 한정면허로 등록되어 있으며 환승 할인은 불가능하다. 이러한 이유로, 공항버스로 별도 분리한다. 요금은 카드 8,500원, 현금 9,000원이다.
- ● 3300번 (대화공영영업소): 대화동 ↔ 현대파크A,양우A ↔ 송포지구대.송포농협 ↔ 대화역 ↔ 문촌마을 ↔ 주엽역 ↔ 강선마을 ↔ 일산경찰서 ↔ 일산동구청(정발산역) ↔ 마두역 ↔ 호수마을 ↔ 알미공원 ↔ 백석역 ↔ 백석동 ↔ 인천국제공항

## 폐지되거나 양도된 노선

### 도시형버스
- ● 01번: 중산지구 ↔ 탄현큰마을 ↔ 오마초등학교 ↔ 주엽역 ↔ 일산동구청 - 고양시청 ↔ 원당시장 - 리스쇼핑 ↔ 원당역 (옛 고양시영버스, 보람운수로 양도 된후 보람운수 폐업으로 이후 신일산운수 093번, 현재 092번으로 통합, 01번 인수 후 01, 01-1번으로 각각 분리 후 01-1번은 대호운수로 양도 후 085번으로 운행하다가 한 차례 노선변경을 하였음에도 불구하고 폐선됨.)
- ● 03번: 필리핀참전비 ↔ 관산동 - 사리현동 ↔ 고봉동주민센터 ↔ 고양가구단지 ↔ 동국대병원 - 풍산동 ↔ 백마마을5단지 - 강촌마을1단지 ↔ 미관광장앞 ↔ 일산동구청 (옛 고양시영버스, 현 백마운수 050번)
- ● 05번: 고양동 ↔ 고양시장 ↔ 현대아파트 ↔ 대자동 ↔ 필리핀참전비 ↔ 관산동 주민센터, 벽제시장 ↔ 벽제삼거리 ↔ 테마동물원 쥬쥬 ↔ 고양시청 ↔ 풍동지구 - 일산병원 ↔ 백석역 ↔ 마두역 ↔ 주엽역 (옛 고양시영버스, 2008년 3월부터 신성여객으로 노선 양도 후 신성운수로 노선 재이관)
- ● 2번: 롯데프리미엄아울렛 ↔ 파주출판단지 ↔ 산남 - 거그뫼 ↔ 선진운수 차고지 ↔ 덕이동 ↔ 이마트 탄현점 ↔ 일산시장 ↔ 고양가구공단 ↔ 고양시청 ↔ 원당역 [현 20번] (2007년 9월부터 신성여객으로 노선 양도 후 2011년 20번으로 변경)
- ● 3번: 일산 신원 A ↔ 일산시장 ↔ 일산 주공A ↔ 중산지구 ↔ 성석동 ↔ 상지석리 ↔ 운정역 ↔ 한라 비발디 A ↔ 봉일천시장, 시내 ↔ 조리읍 주민센터 (2006년 7월 25일부터 신성여객으로 노선 양도.)
- ● 5번: 파주파비뇽아울렛 - 파주축협 - 서패리 - 삽다리 - 덕이동 - 이마트 탄현점 - 일산시장 - 일산복음병원 - 고양시청 - 원당역 [현 50번] (2008년 3월 18일부터 신성여객으로 노선 양도)
- ● 6번: 대화마을 - 대화역 - 주엽역 - 중산지구 - 봉일천 - 파주시청 (2008년 3월 18일부터 신성여객으로 노선 양도 후 폐선.)
- ● 7번: 구산동 - 장월 - 대화마을 - 대화역 - 문촌마을 - 주엽역 - 강선마을 - 일산경찰서 - 일산동구청(현 대화교통 062번 마을버스.)
- ● 8번: 교하지구 - 운정신도시 - 일산가구공단, 탄현큰마을입구 - 이마트 탄현점 - 대화역 - 주엽역 - 강선마을 - 일산경찰서 - 일산동구청 - 마두역 - 백석역 [현 80번] (2008년 3월 18일부터 신성여객으로 노선 양도.)
- ● 15번: 구산동 - 장월 ↔ 가좌동 ↔ 덕이동 ↔ 탄현이마트.서울도시가스 ↔ 일산시장 (현 남정여객 071번)
- ● 15번: 나진검문소 나진교 ↔ 일산대교 ↔ 킨텍스 ↔ 대화역 ↔ 주엽역 ↔ 마두역 ↔ 백마역 ↔ 화정역 ↔ 덕양구청 ↔ 별빛마을8단지 ↔ 롯데마트 행신점 (구 GS마트) (2009년 ~ 2010년 11월)
- ● 55번: 일산시장 ↔ 복음병원 ↔ 하늘마을 2단지 ↔ 성곡동 ↔ 고봉동 주민센터 ↔ 사리현동 ↔ 벽제동 ↔ 관산동 ↔ 삼송동 ↔ 구파발역 ↔ 연신내역 ↔ 서울서부시외버스터미널 (2007년 9월부터 신성운수로 노선 양도)
- ● 72번: 대화동 ↔ 고양종합운동장 ↔ 대화역 ↔ 주엽고교 ↔ 강선마을 ↔ 일산동부경찰서 ↔일산동구청 ↔ 강촌마을 ↔ 백석역 ↔ 대곡역 ↔ 소만마을 ↔ 가라뫼 ↔ 서정마을 ↔ 한국항공대 ↔ 한국항공대역 ↔ 수색역 ↔ 디지털미디어시티역 ↔ 모래내 ↔ 지하 신촌역 (구 77-2번, 2023년 9월 22일부터 75번 노선에 통폐합)
- ● 75번: 용두동 ↔ 한국항공대 ↔ 덕은교.은평공영차고지 ↔ 수색교 ↔ 수색역 (구 04번) (태양여객으로 매각 후 삼송여객(현 뉴시티)로 또 매각됨. 현 075번 마을버스)
- ● 75번 (본사): 대화동 ↔ 고양종합운동장 ↔ 대화역 ↔ 주엽역 ↔ 정발산역 ↔ 마두역 ↔ 백석역 ↔ 행신초등학교 ↔ 소만마을 ↔ 서정마을 ↔ 한국항공대 ↔ 디지털미디어시티역 ↔ 가좌역 ↔ 연희104고지앞·구성산회관 (서대문우체국 → 연세대학교앞 → 연세로·스타광장 → 현대백화점 → 동교동삼거리 → 연희동대우아파트 편도운행) (2022년 5월 23일 신설후 2025년 1월 13일부로 폐선및 65번이 파주 경유하여 대체한다.)
- ● 85-1번: 고양동 ↔ 고양시장 ↔ 대자동 ↔ 관산동 ↔ 테마동물원 쥬쥬 ↔ 원릉역 ↔ 고양시청 ↔ 고양어울림누리 ↔ 덕양구청 ↔ 화정역 ↔ 롯데마트 행신점 (구 GS마트) ↔ 능곡병원 ↔ 행주산성 ↔ 행주대교 ↔ 개화역 ↔ 개화산역 ↔ 방화중학교 ↔ 송정역 (2008년 3월부터 신성여객으로 노선 양도 후 신성운수로 노선 재이관)

### 일반좌석버스
- ● 31번: 일산시장 - 후곡마을 - 국립암센터 - 마두1동주민센터 - 김포공항 - 송정역 (2008년 3월부터 중산지구 - 김포공항으로 노선 단축 및 신성여객으로 노선 양도. 후에 310번 도시형버스로 형간전환, 알미공원으로 노선 단축 후 폐선.)
- ● 33번: 성석동 ↔ 탄현2단지 삼익APT ↔ 일산시장 ↔ 명성운수 차고지 ↔ 일산서구 보건소 ↔ 산들마을 5단지 ↔ 신일초등학교 ↔ 문화초등학교 ↔ 강선초등학교 ↔ 정발산역 ↔ 강선마을 ↔ 일산경찰서 ↔ 일산동구청 ↔ 마두역 - 능곡초등학교 ↔ 능곡역 ↔ 능곡전화국 ↔ 행주대교 ↔ 개화검문소 ↔ 개화역 ↔ 개화산역 ↔ 방화중학교 ↔ 김포국제공항 ↔ 송정역 (2008년 3월부터 신성여객으로 노선 양도되면서 광탄으로 연장. 2012년에 문산으로 연장하고 도시형버스로 형간전환. 2015년 노선을 다시 금촌으로 단축 후 폐선.(현재 금촌-일산신도시-김포공항))
- ● 76번: 가좌마을 ↔ 덕이동 ↔ 이마트 덕이점 ↔ 일산3동 주민센터 ↔ 밤가시마을 ↔ 국립암센터 ↔ 저동고등학교 ↔ 마두1동 주민센터 ↔ 백석역 ↔ 대곡역 ↔ 고양경찰서 ↔ 행신초등학교 ↔ 행신동 ↔ 한국항공대역 ↔ 항공대학교 입구 ↔ 덕은교 ↔ 수색역 ↔ 디지털미디어시티역 ↔ 가좌역 ↔ 지하 신촌역 (구 77-1번 일반좌석버스) (2007년 9월부터 신성여객으로 노선 양도 후 신성운수로 노선 재이관, 그 후 폐선)
- ● 85번: 고양동 ↔ 고양시장 ↔ 관산동 ↔ 테마동물원 쥬쥬 ↔ 원당등기소 ↔ 고양시청 ↔ 고양어울림누리 ↔ 덕양구청 ↔ 화정역 ↔ 롯데마트 행신점 (구 GS마트) ↔ 햇빛마을 23단지 ↔ 가라뫼 ↔ 행주대교 ↔ 개화역 ↔ 개화산역 ↔ 김포국제공항 ↔ 송정역 (2008년 3월부터 신성여객으로 노선 양도 후 신성운수로 노선 재 이관)
- ● 108번 (본일산영업소): 일산터미널 ↔ 일산시장 ↔ 농수산물센터 ↔ 유화프라자 ↔ 강선마을 ↔ 정발산역 ↔ 백석우체국 ↔ 일산병원 ↔ 백석역, 고양종합터미널 ↔ 대곡역 ↔ 화정역 ↔ 능곡병원 ↔ 행주산성 ↔ 여의나루역 ↔ 샛강역 ↔ 여의도역 ↔ 국회의사당역 (구 1008번, 2020년 5월 16일 폐선)
- ● 801번: 원릉역 ↔ 고양시청 ↔ 덕양구청 ↔ 화정역 ↔ 가라뫼 ↔ 서정마을 ↔ 한국항공대역 ↔ 수색역 ↔ 디지털미디어시티역 ↔ 북가좌동 ↔ 가좌역 ↔ 지하 신촌역 (1997년 12월 신설. 1999년10월 폐지.)
- ● 870번 (본사): 대화동 ↔ 고양종합운동장 ↔ ↔ 후곡마을 ↔ 일산3동 행정복지센터 ↔ 밤가시마을 ↔ 초가집 ↔ 국립암센터 ↔ 마두1동행정복지센터 ↔ 일산병원 ↔ 능곡역 ↔ 행주산성 ↔ 당산역 ↔ 삼환아파트 ↔ 영등포시장역 ↔ 영등포역, 영등포소방서, 타임스퀘어 (구 87번, 2023년 8월 14일 운전기사 부족으로 인해 운행이 중단)
- ● 871번 (성석동영업소): 성석동 ↔ 중산지구 ↔ 일산복음병원 ↔ 안곡중학교 ↔ 세원고, 동국대병원 사거리 ↔ 숲속마을 7,9단지 ↔ 풍동지구 ↔ 강선마을 8단지 ↔ 마두역 ↔ 백석역 ↔ 백석동 ↔ 대곡역 ↔ 고양경찰서 ↔ 행신초등학교 ↔ 행신동 ↔ 소만마을 ↔ 난지도하수처리장 ↔ 당산역 ↔ 삼환아파트 ↔ 영등포시장역 ↔ 영등포역 ↔ 전경련 ↔ 여의도 버스 환승센터 ↔ 한국거래소 ↔ 여의도역 (구 87-1번, 2023년 8월 14일 운전기사 부족으로 인해 운행이 중단)
- ● 873번: 가좌마을 ↔ 대화마을 ↔ 대진고등학교 ↔ 후곡마을 ↔ 일산3동주민센터 ↔ 국립암센터 ↔ 마두1동주민센터 ↔ 일산병원 ↔ 능곡역 ↔ 행주산성 ↔ 당산역 ↔ 영등포역, 타임스퀘어 (2011년 11월 30일까지 운행 후 870번에 통합, 후곡롯데아파트 ↔ 영등포역 구간은 870번과 동일했음)

### 직행좌석버스
- ● 1003번: 송포동 ↔ 성저마을 ↔ 후곡마을 ↔ 밤가시마을 ↔ 암센타 ↔ 백마마을 ↔ 일산병원 ↔ 백석역 ↔ 행신동 ↔ 연대앞 ↔ 광화문 ↔ 서울역 (2001년 10월 신설되었으나 동해운수의 반발로 잠시 후 폐지되었다. 신설당시에는 1007이었으나 서울승합 1007번과 번호가 겹친다는 이유로 1003번으로 변경되었다.)
- ● 9600번: 위시티 ↔ 고양시청 ↔ 원당지구 ↔ 고양어울림누리 ↔ 덕양구청 ↔ 화정역 ↔ 롯데마트 화정점 ↔ 능곡 ↔ 신사역 ↔ 논현역 ↔ 신논현역 ↔ 강남역 ↔ 우성APT ↔ 뱅뱅사거리 ↔ 양재역 ↔ 교육개발원 입구 (2014년 6월 15일부터 대원고속 단독 운행, 2015년 현재 역삼역을 거쳐 강남역 12번 출구에서 회차함. 양재역 미경유)

### 공항버스
- ● 3200번: 성사고등학교 ↔ 원당지구 ↔ 고양시청 ↔ 고양어울림누리 ↔ 달빛 1, 2, 3단지 ↔ 화정1동 주민센터 ↔ 단독주택단지 ↔ 덕양구청 ↔ 화정역 ↔ 롯데마트 행신점 (구 GS마트) ↔ 별빛마을 8단지 부영 APT ↔ 고양경찰서 ↔ 능곡초등학교 ↔ 능곡역 ↔ 능곡전화국 ↔ 샘터마을 ↔ 행신초등학교 ↔ 행신동 ↔ 서정마을 입구 ↔ 인천국제공항고속도로 ↔ 인천국제공항 (2009년 7월부터 신성여객으로 노선 양도 후 2014년 4월1일 부로 대원고속으로 노선 재 이관) (공항버스로 인가된 관계로 수도권 통합요금제 환승 할인 불가능.)

## 보유 차량

#### 비야디 자동차
- BYD eBus-12

#### 현대자동차
- 현대 그린시티
- 현대 뉴 슈퍼 에어로시티
- 현대 저상 뉴 슈퍼 에어로시티
- 현대 일렉시티/일렉시티 더블데커
- 현대 유니버스 스페이스 엘레강스[2]
- 현대 뉴 프리미엄 유니버스 스페이스 럭셔리
- 현대 뉴 프리미엄 유니버스 프라임
- 현대 뉴 프리미엄 유니버스 엘레강스 FCEV

## 영업소 안내
- 본사: 고양시 일산서구 대화로 97 (대화동)《75번, 999번, 1000번, M7129번, M7731번》
- 대화공영영업소: 고양시 일산서구 대수길 105 (대화동)《830번, 1100번, 3300번 ,3800번, 9700번, M7646번》
- 교하영업소: 파주시 소라지로 6 (연다산동)《66번, 67번, 1500번》
- 내유동영업소: 고양시 덕양구 유산길 46 (내유동)《82번, 1082번》
- 북일산영업소: 고양시 일산서구 원일로 101 (일산동)《영업소 폐지》
- 성석동영업소: 고양시 일산동구 고봉로 652 (성석동)《11번, 3400번》
- 탄현영업소: 고양시 일산서구 탄중로275번길 26 (탄현동)《921번, 1200번》
- 하지석영업소: 파주시 방촌로 44-15 (하지석동)《7101번》

## 갤러리

고양시내버스 11번(구 1번)
고양시내버스 108번(구 1008번)
고양시내버스 871번(구 87-1번)
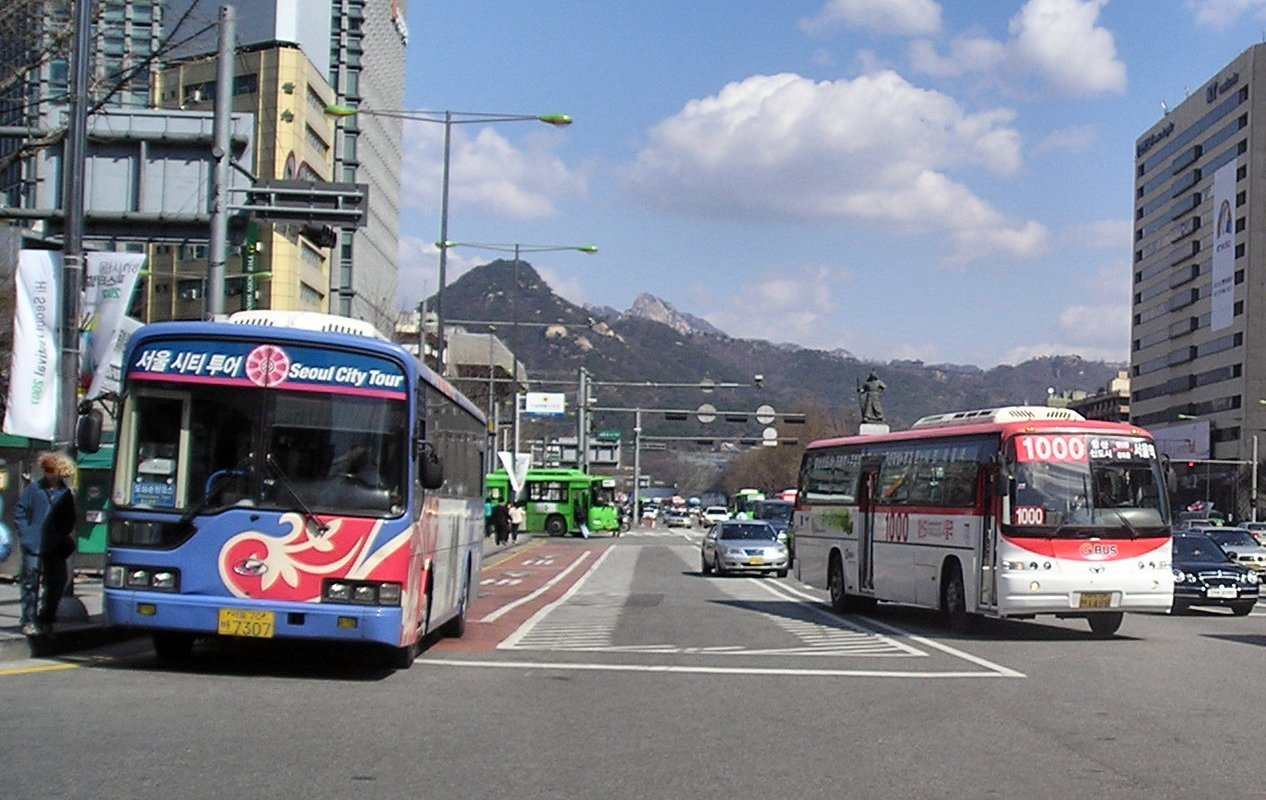
고양시내버스 1000번
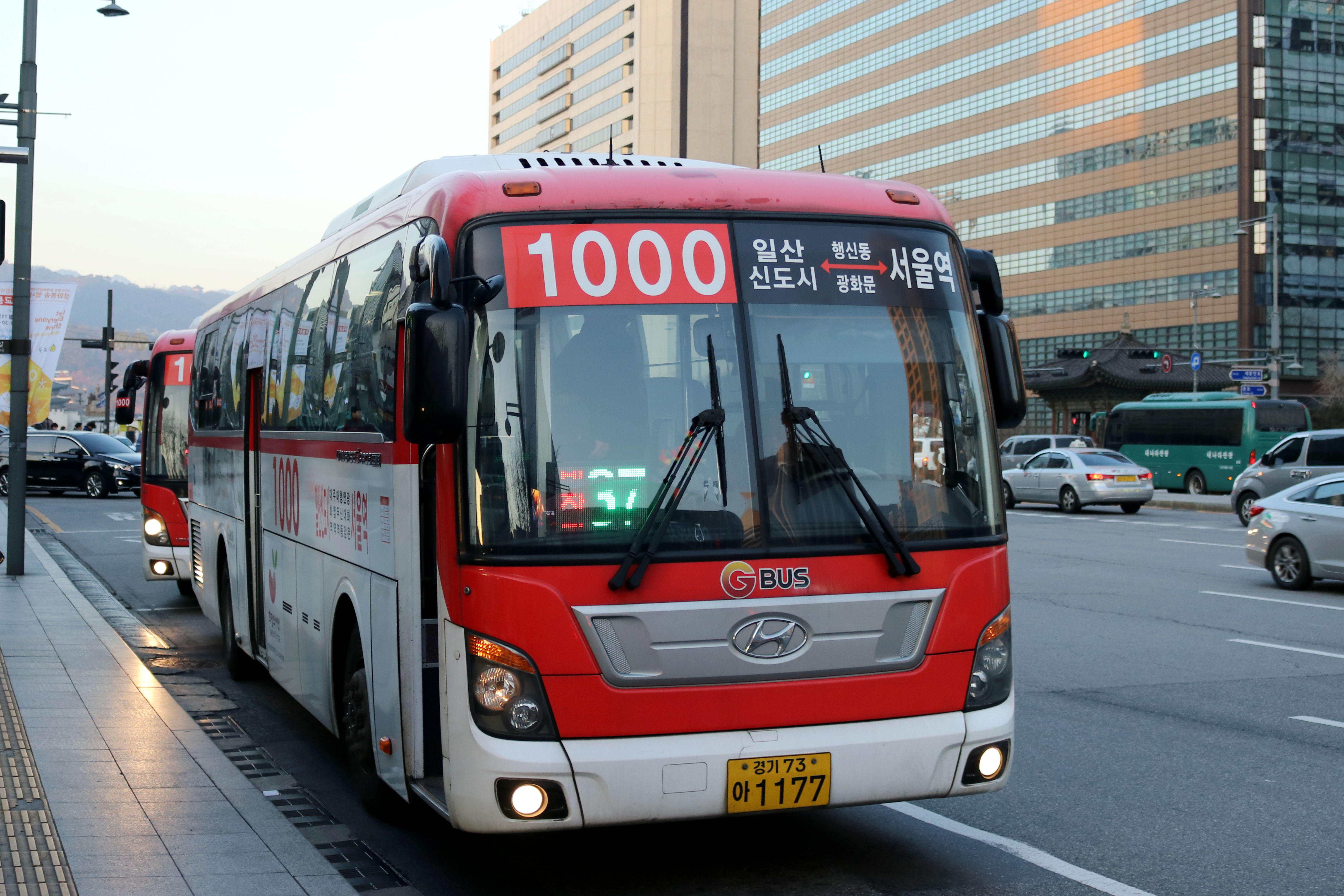
고양시내버스 1000번
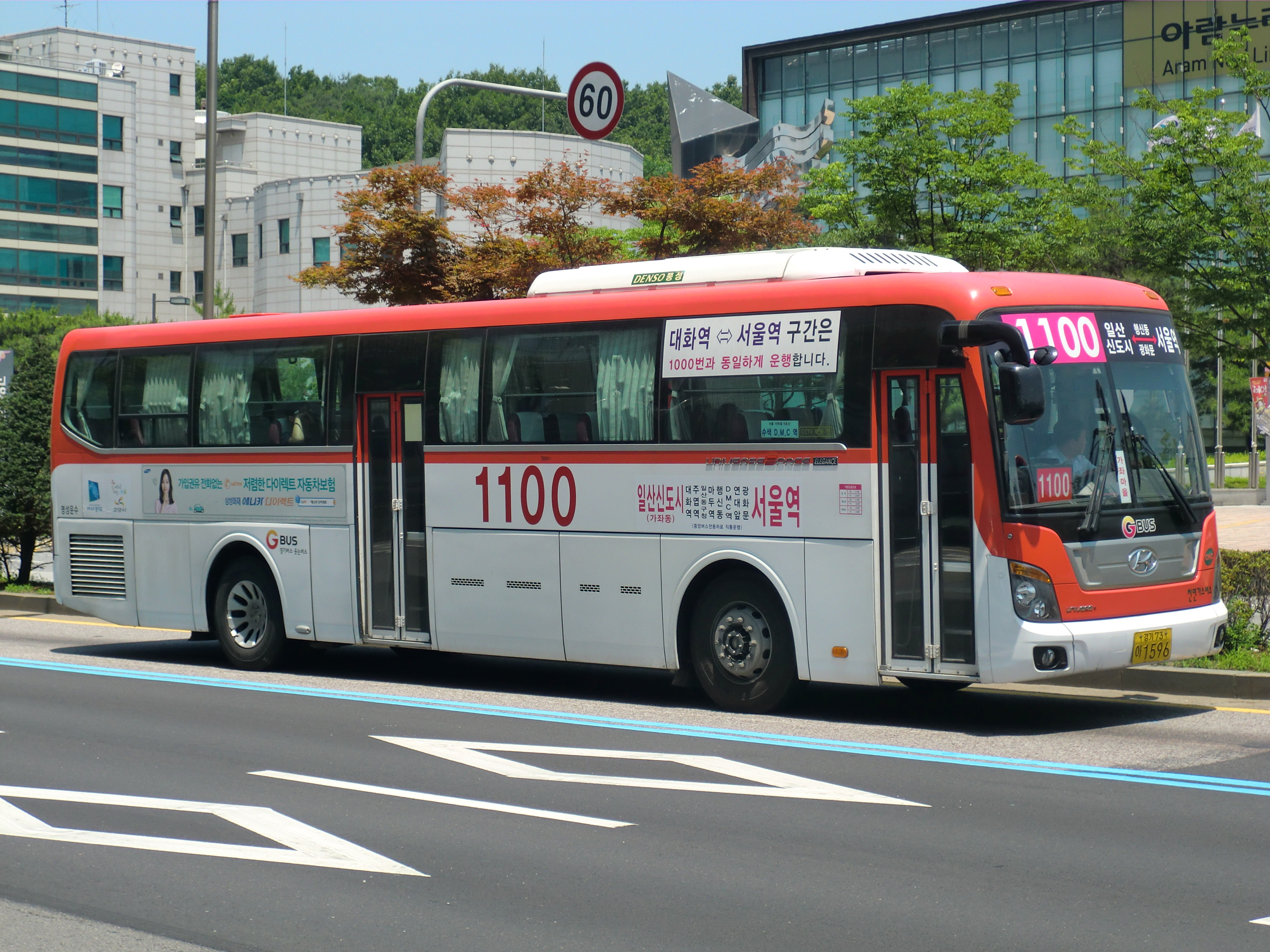
고양시내버스 1100번
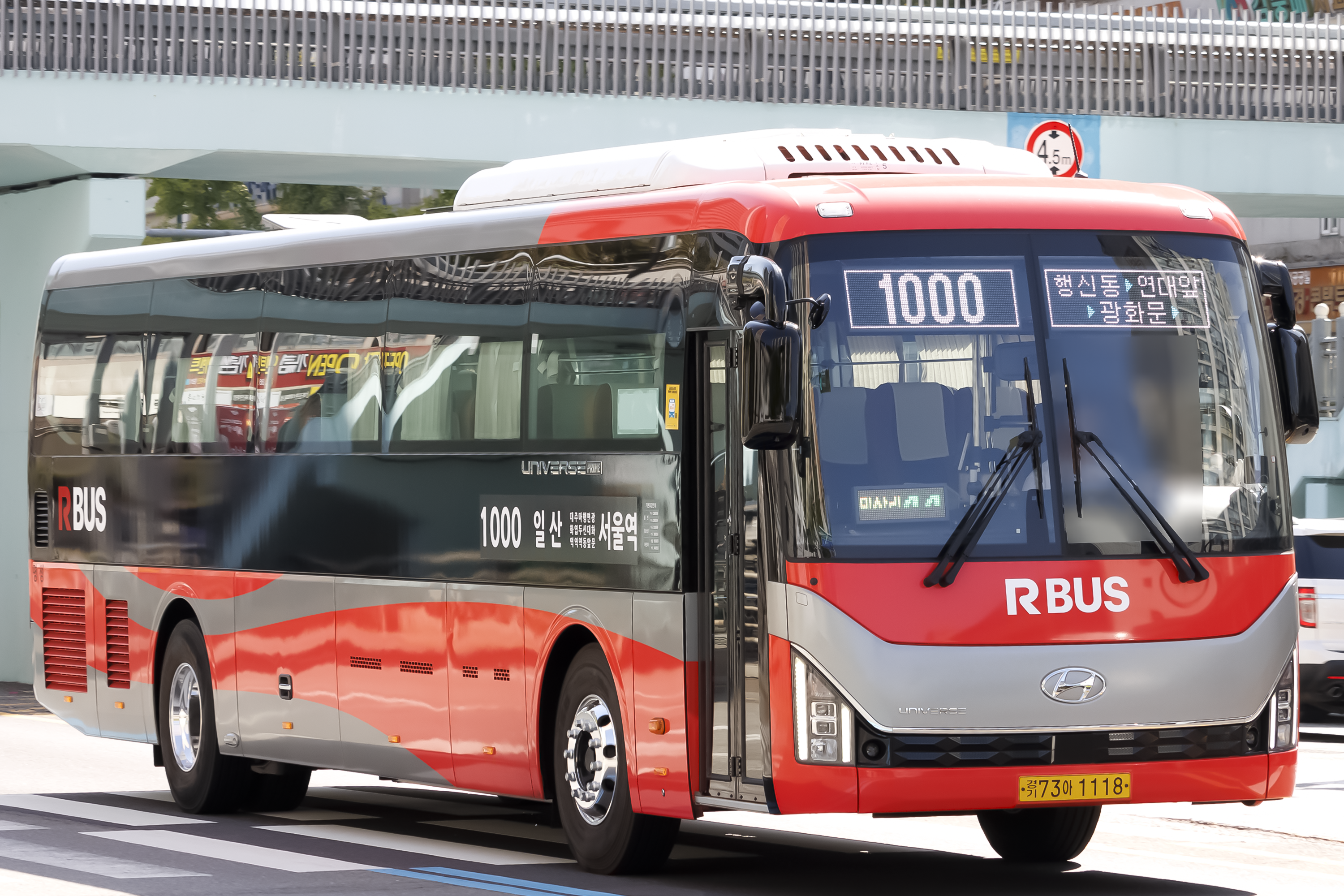
대광위 준공영제 도색이 선행 적용되어 1000번으로 운행중인 유니버스 신형 버스
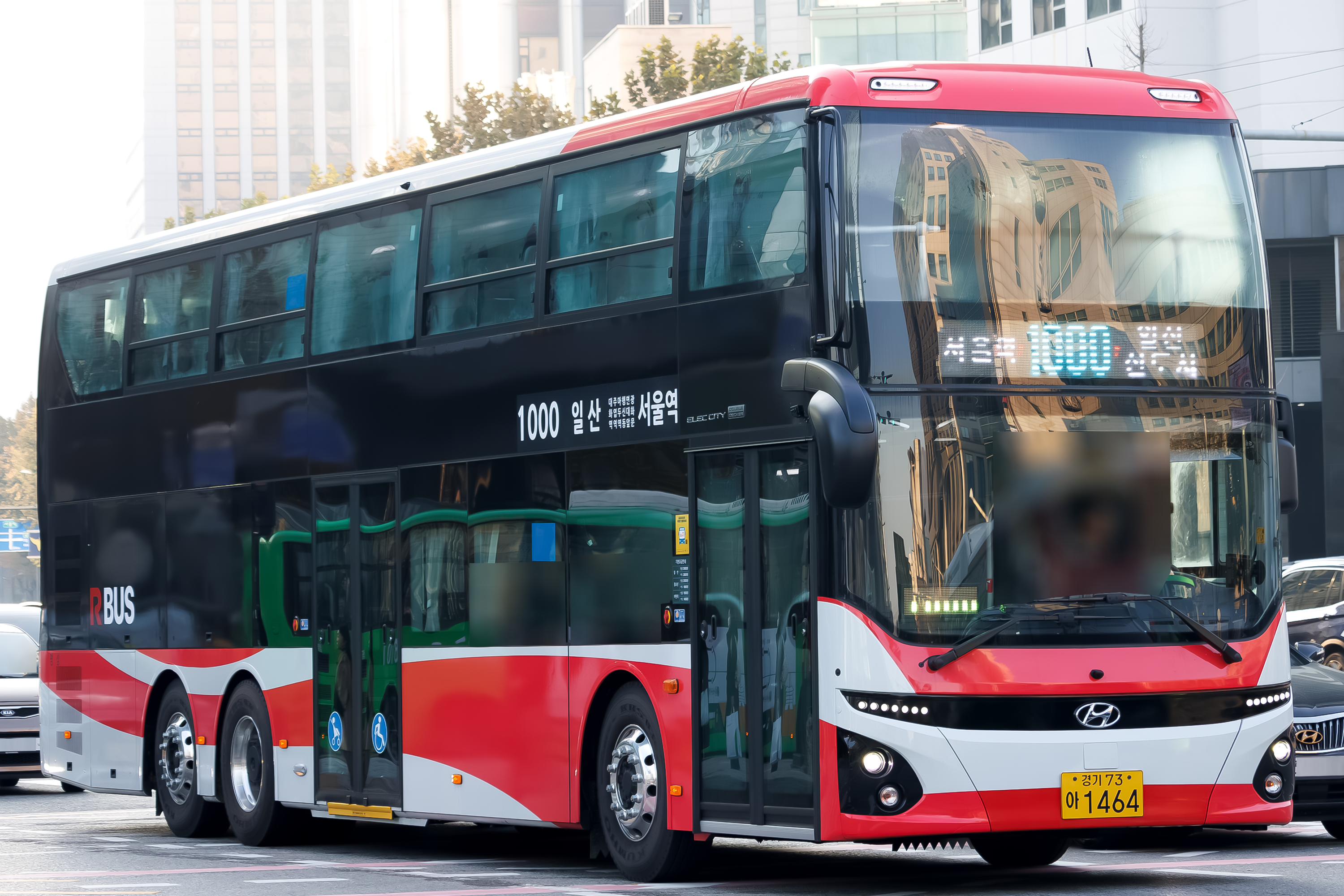
대광위 준공영제 도색이 선행 적용되어 1000번으로 운행중인 일렉시티 2층 버스
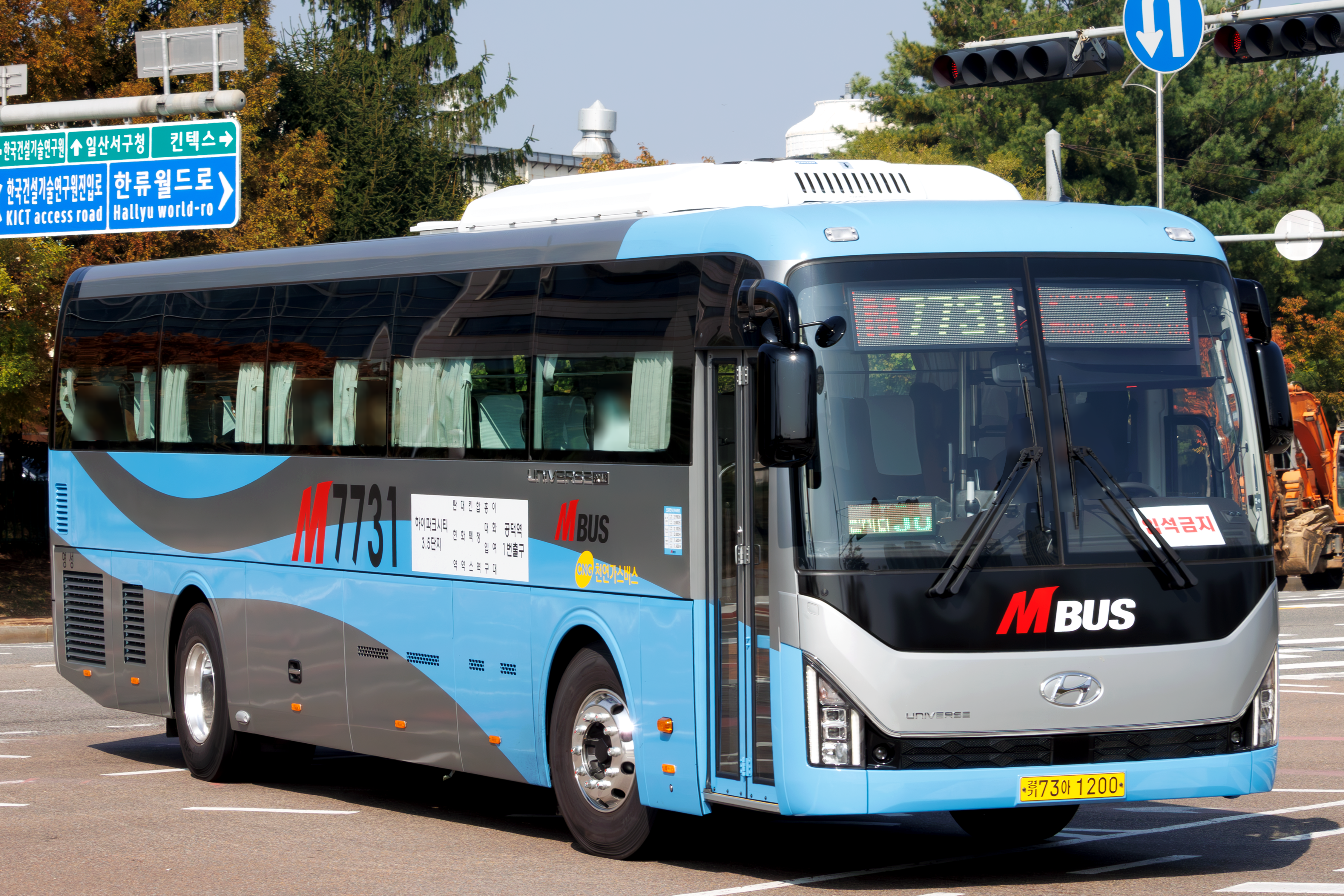
광역급행버스 M7731번